# Pojav Jarkovskega
Pojáv Jarkovskega [~ jarkóvskega] se kaže kot izredno majhna (netežnostna) sila, ki je posledica anizotropnega (ali odvisnega od smeri) sevanja termičnih fotonov s površine nebesnih teles. 
Rezultanto vseh sil, s katero delujejo izsevani fotoni na nebesno telo, imenujemo tudi sila Jarkovskega.
O pojavu je prvi pisal rusko-poljski gradbeni inženir Ivan Osipovič Jarkovski (1844–1902), ki se je v svojem prostem času ukvarjal z znanstvenimi problemi. Ugotovil je, da bi dnevno segrevanje in ohlajanje telesa, ki se vrti, lahko povzročilo majhno silo na telo. Na njegovo zamisel bi pozabili, če ne bi nanjo postal pozoren estonski astronom Ernst Julius Öpik.

## Opis pojava Jarkovskega
Fotoni, ki jih telo izseva, zaradi svoje gibalne količine (fotoni imajo tudi maso) vplivajo na elemente tira vrtečega se nebesnega telesa. Telo dobi izredno majhen sunek sile v nasprotni smeri od smeri gibanja izsevanega gibanja fotona infrardečega elektromagnetnega sevanja (glej drugi Newtonov zakon). Sila, ki pri tem deluje na nebesno telo je izredno majhna, vendar v zelo dolgem času (desetine milijonov let) se to odraža kot premik nebesnega telesa za razdalje, ki niso več majhne. Pospešek, ki ga zaradi stalne sile dobi nebesno telo je majhen, deluje pa izredno dolgo, zato so učinki opazni. Vpliv zaradi pojava Jarkovskega se opaža na manjših telesih kot so meteoroidi in manjši asteroidi (od velikosti 10 cm do okoli 10 km). Seveda deluje pojav Jarkovskega tudi na večja telesa (npr. planete in njihove satelite) vendar je učinek zanemarljiv oziroma ga sploh ne moremo opaziti z obstoječimi merilnimi postopki. Zaradi tega se pojav Jarkovskega opaža samo pri manjših nebesnih telesih. Velja pa tudi, da je za izredno majhna telesa vpliv pojava Jarkovskega na tirnico zanemarljiv (segreva se skoraj vsa površina zaradi toplotne prevodnosti).
Pojav Jarkovskega predstavlja tudi pomemben način za prenos materiala iz asteroidnega pasu in tako omogoča določanje starosti asteroidnih družin. Pri prehitrem vrtenju nebesnega telesa okoli svoje osi tudi ne opažamo pojava Jarovskega, ker je temperatura na površini bolj enakomerna in ni od nič različne rezultante vseh sunkov sil izsevanih fotonov. Vpliv pojava Jarkovskega postane zelo zapleten za telesa, ki imajo tirnice z veliko izsrednostjo.

## Oblike pojava Jarkovskega
Pojav Jarkovskega se kaže v dveh oblikah, ki vplivajo na tirnico telesa:
- dnevni vpliv nastane zaradi vrtenja nebesnega telesa okoli svoje osi, ki je pravokotna na ravnino tirnice. Zaradi tega je površina telesa, ki je obrnjena proti izvoru (dnevna stran) sevanja toplejša, del na nasprotni strani (nočna stran) pa je hladnejša. Površina, ki je toplejša in se hladi, seva več termičnih fotonov, kot pa tista stran, ki je hladna. Površina asteroidov se zelo hitro ohlaja, ker so asteroidi sestavljeni iz kamnin, ki imajo zelo majhno toplotno vztrajnost. Zaradi tega popoldanska stran seva več termičnih fotonov kot pa nočna in jutranja stran. Vsak izsevani foton (če ga obravnavamo kot masni delec) deluje (podobno kot raketni motor) s sunkom sile v nasprotni smeri, kar daje telesu majhen pospešek.. Na sliki je ta sila prikazana z rezultanto vseh sil, ki jih na ta način povzročajo izsevani fotoni. To silo lahko razdelimo na dve komponenti - na radialno Fr in na tangencialno komponento Ft. Pri telesih, ki se vrtijo okoli svoje osi progradno, se velika polos počasi povečuje. To pomeni, da se v spirali gibljejo proč od Sonca. Pri retrogradno vrtečih se telesih je obratno, telo se po spirali giblje proti Soncu.Zaradi tega je tudi število blizuzemeljskih asteroidov, ki imajo retrogradno gibanje precej večje od števila asteroidov s progradnim gibanjem.[1]. Za telesa, ki se zelo hitro vrtijo okoli svoje osi, je dnevni vpliv zelo majhen, ker je porazdelitev temperaturnih razlik po longitudi asteroida precej enakomerna. Mejna hitrost pri kateri je še pomemben dnevni vpliv je vrtilna doba od 100 do 1000 ur za telesa velika okoli 10 m, za manjša telesa pa je ta meja 10 ur [2].

Sila se izračuna na naslednji način:
{\displaystyle F_{Y}={\frac {8\pi }{3c}}r^{2}\sigma T^{4}{\frac {\Delta T}{T}}\cos \zeta \!\,,}
kjer je 
- T je temperatura
- r je polmer
- σ je Stefan-Boltzmanova konstanta
- ΔT je razlika v temperaturah dveh strani površine
- ζ je kot med osjo vrtenja in pravokotnico na ravnino tira

Primer : za asteroid s premerom 12 km dobimo za pospešek samo 6,5. 10 m/s2
.
To je majhen pospešek, vendar je dovolj velik, da v milijonih let premakne asteroid za velike razdalje.
- sezonski vpliv (periodični) se pojavi pri telesih, ki imajo os vrtenja v ravnini tirnice ali nanjo nagnjeno. Če je os vrtenja nagnjena, potem tudi na asteroidu obstajajo letni časi. Področja, ki so v jesenskem delu, so bolj segreta (segravala so se celo poletje), v pomladanskem delu pa hladnejša. Temperaturne razlike med različnimi latitudami povzročajo zaviralno silo na telo tako, da se polosi tirnice počasi manjšajo. To lahko povzroči, da se telo (asteroid) iz asteroidnega pasu premakne v bližino Zemlje. Ta vpliv prevladuje samo, če je dnevni vpliv dovolj majhen, to pa se dogaja pri hitro se vrtečih telesih. Sezonski vpliv je močnejši pri manjših asteroidih (od nekaj metrov do okoli 100 m)

## Meritve
Prvič so vpliv pojava Jarkovskega izmerili v letih od 1991 do 2003 na asteroidu 6489 Golevka. Asteroid se je premaknil za 15 km od predvidene poti v 12 letih. Asteroid so opazovali s pomočjo radarjev, ki so omogočali izredno natančne meritve.
Parametri, ki vplivajo na velikost sile :
- razdalja od Sonca
- naklon tira
- velikost telesa (asteroida)
- oblika telesa (asteroida)
- termične lastnosti telesa (asteroida), posebno važna je toplotna vztrajnost oziroma termična prevodnost
- hitrost vrtenja okoli osi

Izredno težko je predvideti velikost vpliva Jarkovskega, ker teh parametrov ne moremo dovolj natančno določiti. Izračun je težak še zaradi senc in ponovnega sevanja oziroma zaradi možnih konkavnih oblik površine.